# Hakusan (sopka)
Hakusan je v současnosti neaktivní stratovulkán, nacházející se na japonském ostrově Honšú v prefektuře Išikawa. Spolu se sopkami Fudžisan a Ontake je to jedna ze tří nejposvátnějších sopek Japonska. Masiv vulkánu leží na silné vrstvě sedimentů a je značně erodovaný. Erupce Hakusanu byly poměrně časté, od počátku našeho letopočtu jich bylo přibližně 10, poslední v roce 1659. Erupce mají na svědomí i částečný kolaps vrcholu sopky a následný sesuv kamení na východním svahu.

## Biosférická rezervace UNESCO
Masív stratovulkánu Hakusan byl v roce 1980 zapsán na seznam biosférických rezervací UNESCO. Území rezervace bylo rozšířeno v roce 2016 a jeho celková rozloha činí 199 329 ha. Předmětem ochrany je hora s osmi sopečnými krátery a místní ekosystémy, včetně vysokohorských lesů a celoročně zamrzlého jezera Sendžaga. Na území biosférické rezervace žije přibližně 17 000 lidí.

## Poutní místo
Ekonomické aktivity obyvatel se zaměřují nejen na tradiční rybářství a lesnictví, ale především na turismus, spojený se skutečností, že posvátná hora Hakusan je významným poutním místem 